# Nebukadnesar II.
Nebukadnesar II., také Nebukadnecar, Nebukadresar, zast. též Nabuchodonozor II. byl nejvýznamnějším z novobabylonských králů, vládl v letech 605 až 562 př. n. l. Je také známý jako postava z Bible a židovských dějin, která nechala zbořit jeruzalémský Šalomounův chrám a vypudit Židy do exilu (babylonské zajetí).

## Život

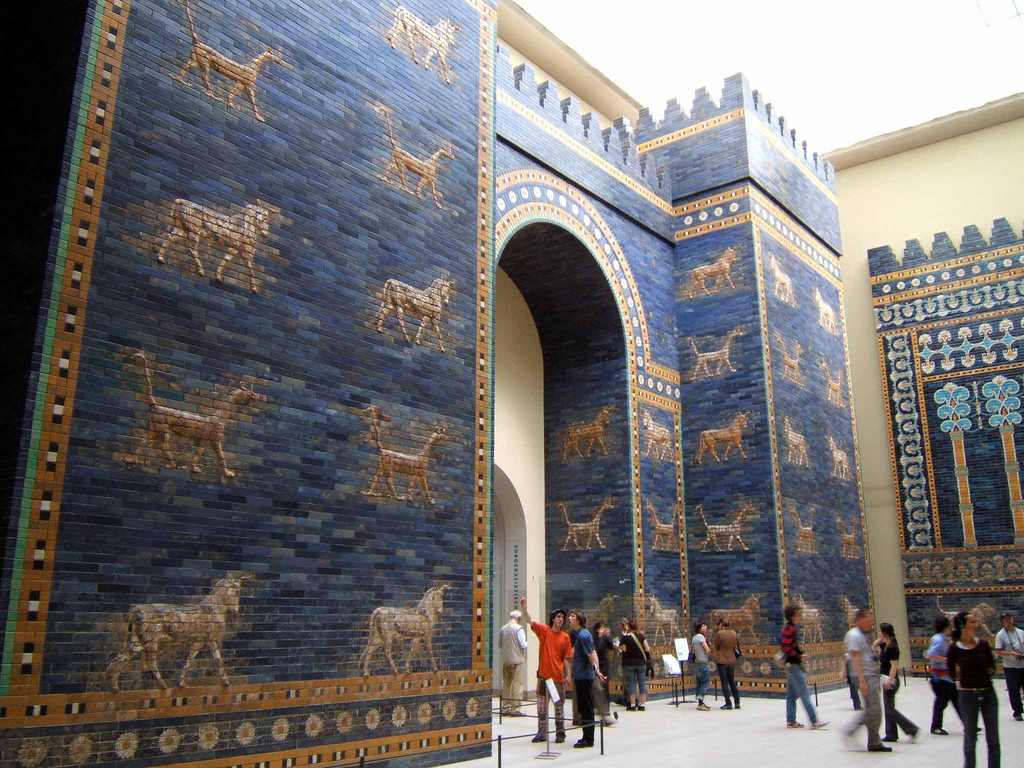
Ištařina brána byla součástí opevnění Babylónu zbudovaného Nebukadnesarem

Jméno pochází z akkadštiny, znamená „Nebo, chraň dědice“. Nebukadnesar byl nejstarším synem a nástupcem Nabopolasara, prvního krále novobabylonské říše. Jeho syn byl Amél-Marduk.
V létě roku 605 př. n. l., ještě za vlády svého otce Nabopolasara porazil v bitvě u Karkemiše spojená vojska Asýrie a egyptského faraona Neka II. Krátce na to Nabopolasar zemřel a Nebukadnesar spěchal do Babylónu, kde byl 7. září 605 př. n. l. uznán za krále a korunován.
Vedl boje s Judským královstvím, nad kterým roku 587 př. n. l. zvítězil a zbořil celý Jeruzalém, včetně slavného prvního Jeruzalémského chrámu. Dále opanoval Sýrii a Egypt. Roku 567 př. n. l. znovu bojoval s Egyptem a více než polovinu jej vyplenil. K tomuto všemu se ještě snažil válčit s Arábií pro navázání snazších obchodních styků.
Stejně tak důležitá je i jeho budovatelská snaha. Nechal vystavět kolem hlavního města Babylónu vysoké hradby (25 m vysoké, čtyři kilometry dlouhé). Nechával vybudovat chrámy mnoha bohům a i nejslavnější klenot, jeden ze sedmi divů světa – Visuté zahrady Semiramidiny.
Za jeho vlády čítalo obyvatelstvo Babylónu neuvěřitelných 250 tisíc a s tímto počtem to bylo největší město tehdejšího světa.
Po Nebukadnesarově smrti se panovníci na novobabylonském trůnu střídali, vládl více chaos než pořádek, a nakonec celá Novobabylonie zanikla pod nájezdy perského velkokrále Kýra II. Posledním panovníkem Novobabylónské říše byl Nabonid, případně Nabonidův syn Belšacar jako spolukrál.

## V kultuře

### Biblická postava
Nebukadnesar se objevuje v několika biblických knihách: v Druhé knize královské, v Druhé knize kronik, Jeremjášovi, Danielovi a deuterokanonické knize Júdit.
Podle knihy Daniel byl král po určitý čas stižen duševní poruchou, kterou je možno podle popsaných projevů ztotožnit s klinickou lykantropií.[zdroj⁠?!]
| „                               | Balsazar král učinil hody veliké tisíci knížatům svým, a před nimi víno pil. A když pil víno Balsazar, rozkázal přinésti nádobí zlaté a stříbrné, kteréž vynesl Nabuchodonozor otec jeho z chrámu Jeruzalémského, aby z něho pili král i knížata jeho, ženy jeho i ženiny jeho. | “ |
| — Bible kralická, Daniel 5, 1–2 | |   |

| „                                         | Král Belšasar vystrojil velikou hostinu svým tisíci hodnostářům a před těmito tisíci pil víno. Při popíjení vína poručil Belšasar přinést zlaté a stříbrné nádoby, které odnesl Nebúkadnesar, jeho otec, z jeruzalémského chrámu, aby z nich pili král i jeho hodnostáři, jeho ženy i ženiny. | “ |
| — Český ekumenický překlad, Daniel 5, 1–2 | |   |

Přestože my bychom označili Belsazara jako syna Nabonida a nikoliv Nebukadnesara II, v Bibli se slovem otec často překládá hebrejské slovo אבא [aba], nesoucí spíše volnější význam předek. V tomto kontextu je tedy uveden Nabukadnesar právě jako známější a slavnější předek.
| „                                                 | Ve dvacátém roce vlády izraelského krále Jarobeáma se stal judským králem král Ása. Kraloval v Jeruzalémě čtyřicet jedna let. Jeho matka se jmenovala Maaka, dcera Abíšalómova. Ása činil to, co je správné v Hospodinových očích, jako jeho otec David. Vyhnal ze země chrámové smilníky a odstranil všechny bůžky, které udělali jeho otcové. | “ |
| — Český ekumenický překlad, 1. Královská 15, 9–11 | |   |

Nebukadnesar II. je z vypravěčské perspektivy knihy Daniel významnější Belsazarův předek na trůnu než Nabonid, protože Nebukadnesar II. se poddal Danielovu Bohu, kdežto Nabonid uctíval opět božstva Babylonie (dokladem jsou Nabonidovy válce: urské a sipparský). Byl to ale právě Nebukadnesar II., kdo nádoby z Jeruzalémského chrámu odnesl. V knize Daniel jejich opětným zneuctěním končí nejenom Belsazarova vláda, ale také samotná éra Novobabylonské říše.

### Hudba
Nabukadnesar je hlavní postavou opery Nabucco od Giuseppe Verdiho z roku 1842.

### Populární kultura
Nabukadnesar se jmenuje Morpheova loď ve filmu Matrix.